# Arrast-Larrebieu
Arrast-Larrebieu (Baskisch:Ürrüstoi-Larrabile) is een gemeente in het Franse departement Pyrénées-Atlantiques (regio Nouvelle-Aquitaine) en telt 102 inwoners (2009). De plaats maakt deel uit van het arrondissement Oloron-Sainte-Marie. De plaats ligt in de Baskische provincie Soule

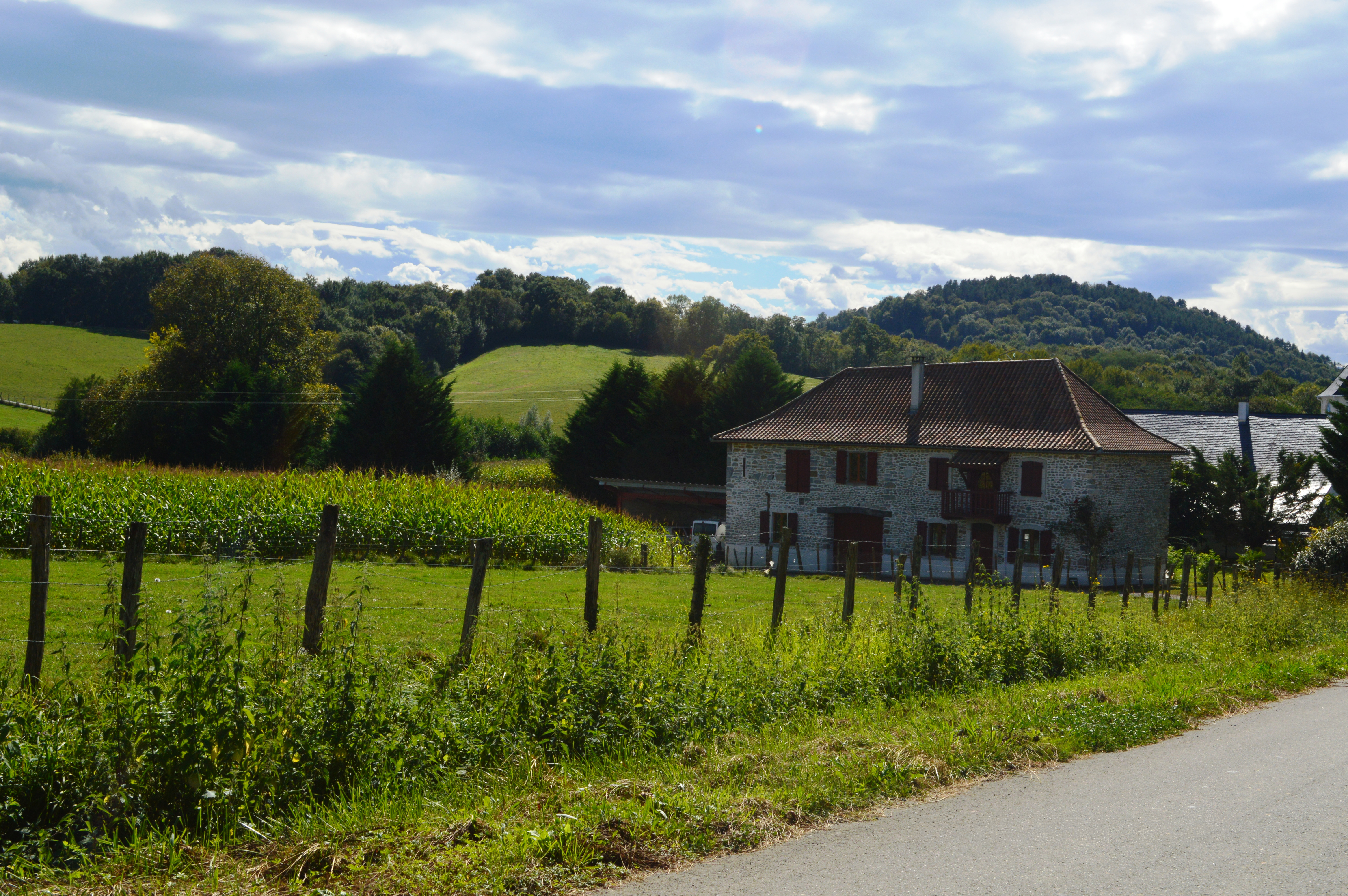
Arrast-Larrebieu
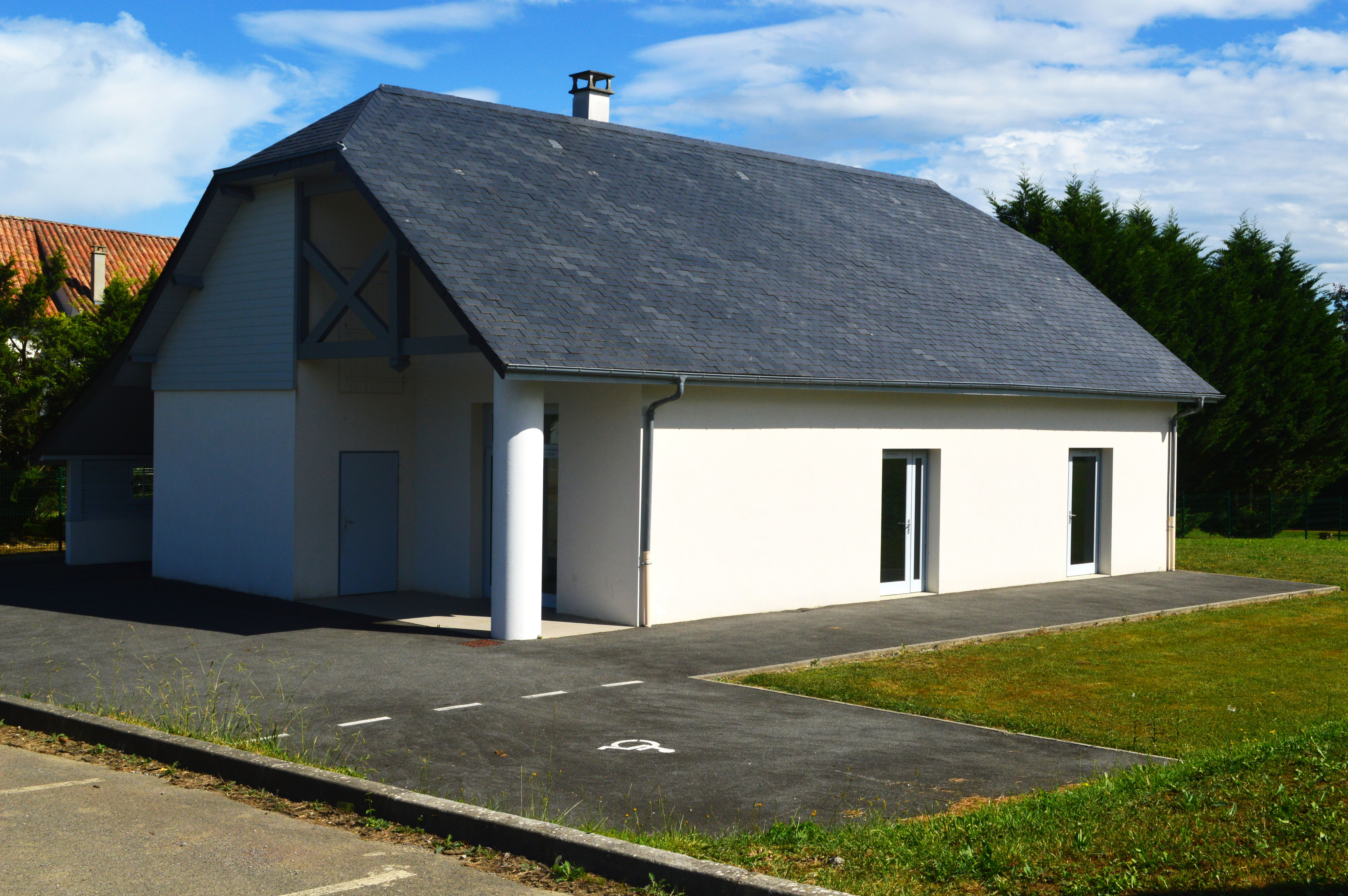
Gemeentehuis
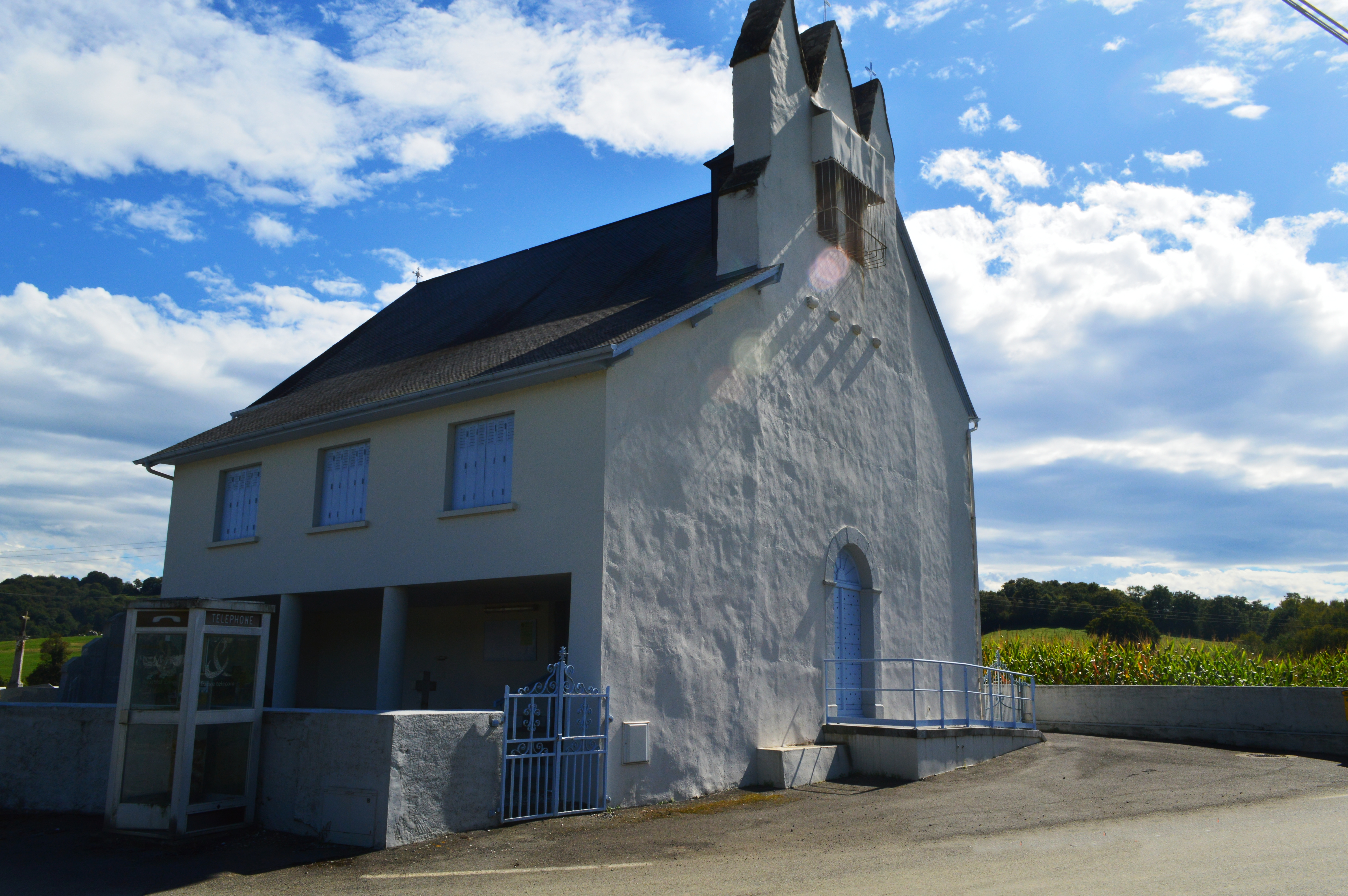
Kerk van Arrast-Larrebieu
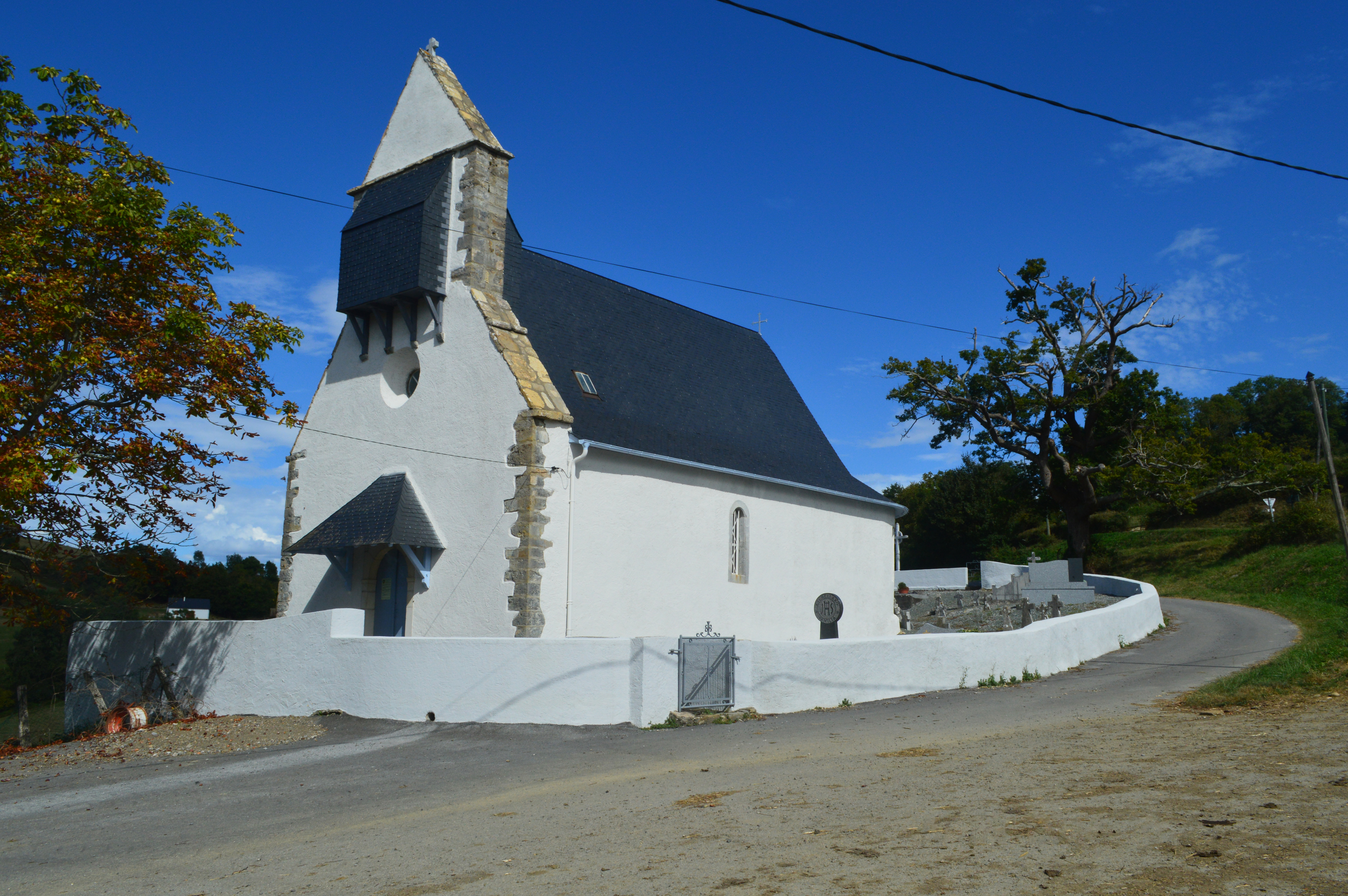
Kapel in Arrast-Larrebieu
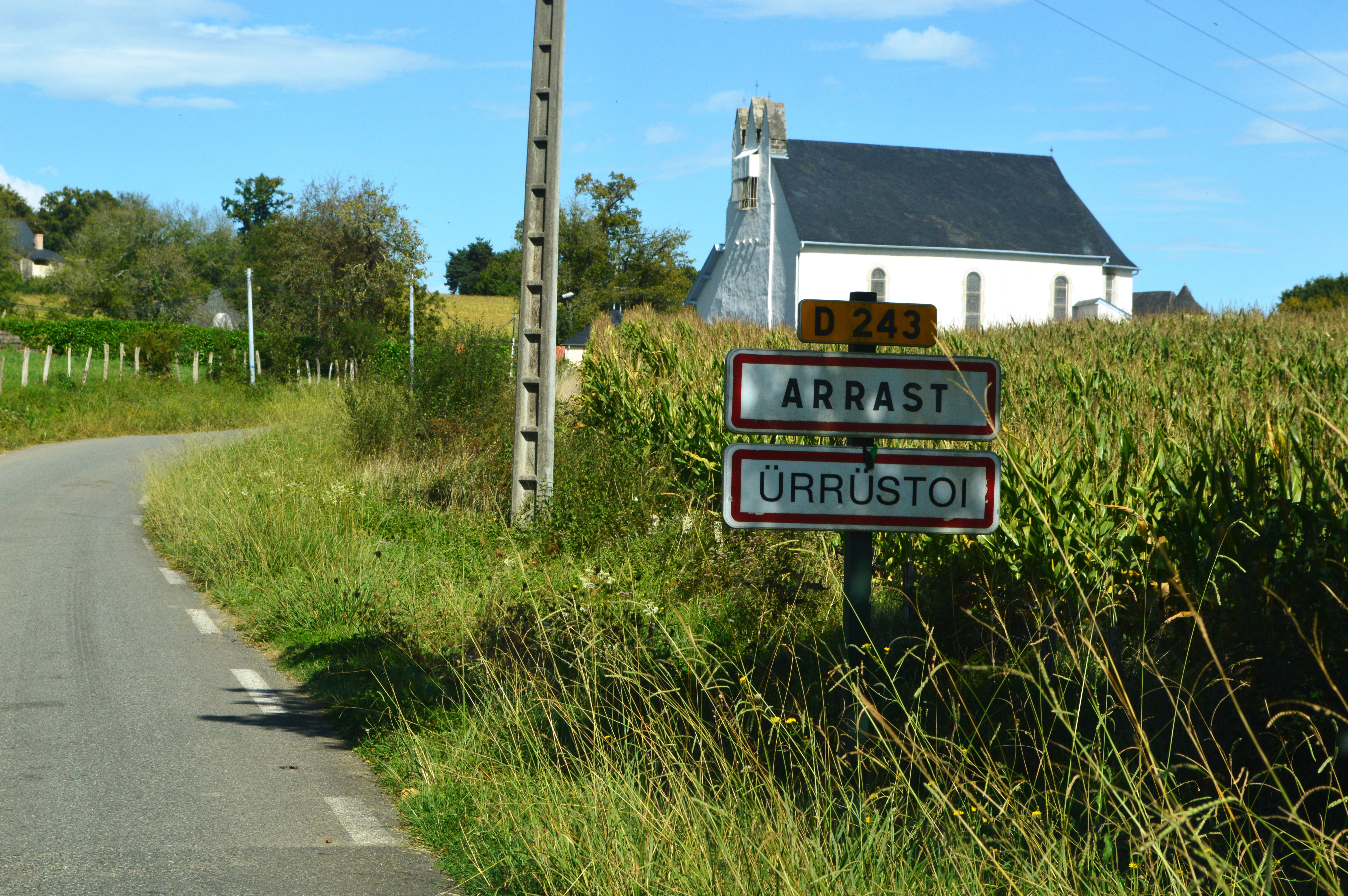
Dorpsrand

## Geografie
De oppervlakte van Arrast-Larrebieu bedraagt 7,7 km², de bevolkingsdichtheid is dus 13,2 inwoners per km².
De onderstaande kaart toont de ligging van Arrast-Larrebieu met de belangrijkste infrastructuur en aangrenzende gemeenten.

## Demografie
Onderstaande figuur toont het verloop van het inwonertal (bron: INSEE-tellingen).